# Cuisine du Qatar
La cuisine du Qatar est composée de plats arabes traditionnels. Le machbūs, un repas composé de riz, de viande et de légumes, est le plat national du Qatar, généralement préparé avec de l'agneau ou du poulet et cuit lentement pour lui donner une saveur plus prononcée. Les fruits de mer et les dattes sont des aliments de base dans le pays. Beaucoup de ces plats sont également utilisés dans d'autres pays de la région car ils partagent de nombreux points communs. Dans d'autres parties de la région, certains plats portent des noms différents ou utilisent des ingrédients légèrement différents. L'un des partisans de l'importance du patrimoine culinaire du Qatar est le chef Noor Al Mazroei, qui adapte les recettes traditionnelles pour inclure des alternatives végétaliennes et sans gluten.

## Traditions culinaires
Être invité à dîner dans une maison qatarie est considéré comme un honneur particulier, reflétant la valeur culturelle accordée à l'hospitalité. Un aspect notable de la société arabe est la générosité de l'hôte, qui prépare généralement de la nourriture en quantités bien plus importantes que nécessaire, s'assurant que les invités sont abondamment nourris. Être à court de nourriture serait considéré comme un échec grave de la part de l'hôte. Les repas traditionnels sont généralement servis avec les invités assis par terre, partageant la nourriture avec leurs mains, une coutume qui met l'accent sur la proximité et le partage communautaire.
Avant le début du repas, il est de coutume de servir du café ou du thé. Le café arabe, infusé dans des cafetières en laiton infusées de cardamome, offre un arôme et une saveur distinctifs appréciés des locaux et des visiteurs. Servi dans de petites tasses en porcelaine, les invités en consomment souvent trois à cinq tasses, signalant leur satisfaction en secouant doucement la tasse lorsqu'ils sont rassasiés. Le thé chaud, généralement parfumé à la menthe et sucré avec du sucre, peut également être servi dans de petites tasses en verre. Le café et le thé sont tous deux couramment proposés non seulement dans les contextes sociaux mais aussi lors des réunions d'affaires, ce qui reflète l'importance de l'hospitalité dans la culture qatarie.
Les restaurants servant traditionnellement des plats qatariens et arabes sont appelés matbakhs. On trouve de tels restaurants presque partout au Qatar, avec des concentrations notables à Souq Waqif, The Pearl-Qatar et dans la zone de la Corniche de Doha.

### Dattes et sirops de dattes

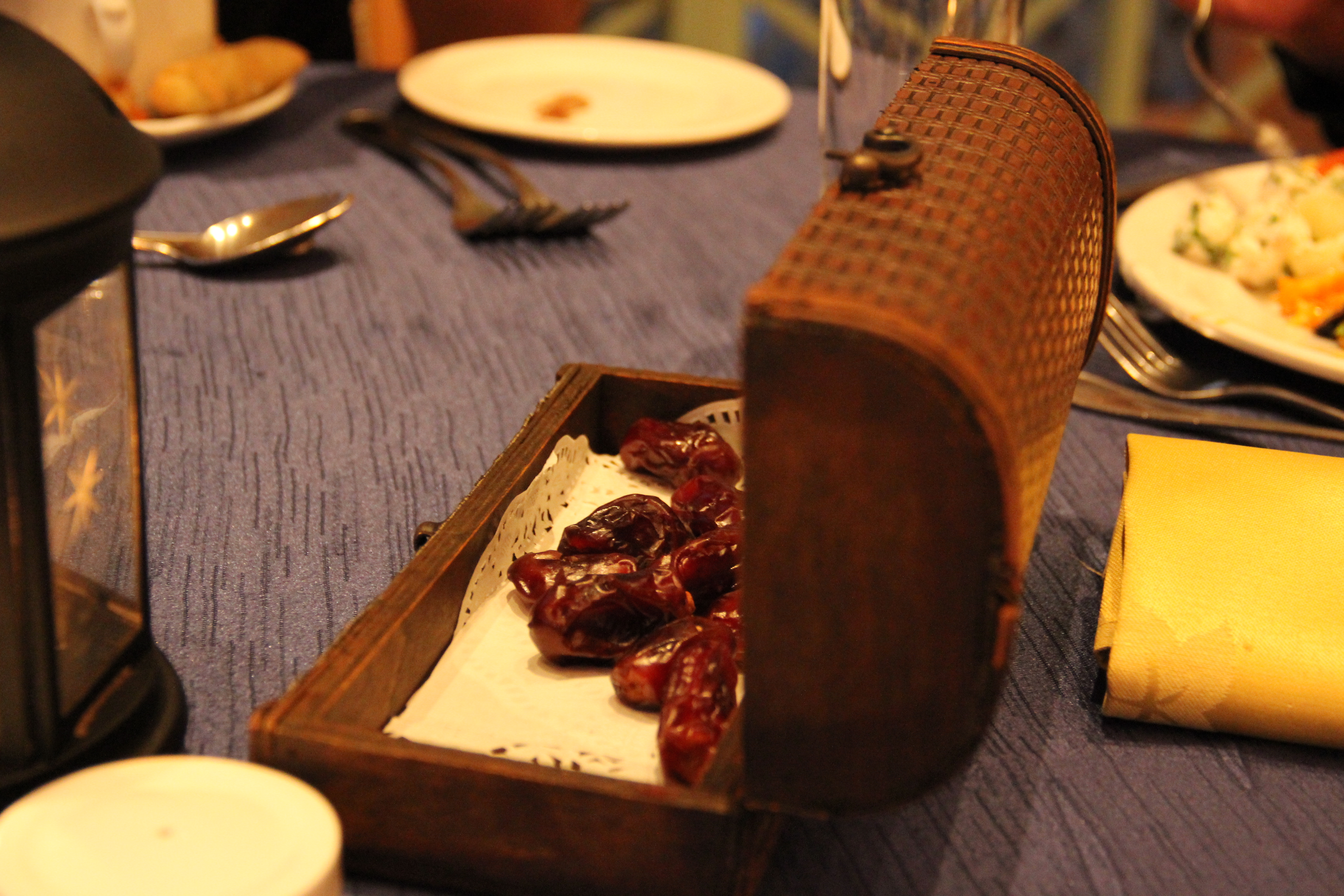
Boîte de dattes

Les dattes (kholas) ont une importance culturelle et culinaire importante en tant que fruit national du Qatar. Les dattes sont largement cultivées au Qatar, avec une production dépassant les 30 000 tonnes par an en 2022, ce qui se traduit par une autosuffisance de 88 % en dattes. Cette tradition de culture remonte à des milliers d'années et est profondément ancrée dans le patrimoine agricole de la région. L'emblème national du Qatar représente deux palmiers dattiers aux côtés d'un boutre traditionnel, symbolisant la relation du pays avec ce fruit. Au-delà de leur importance culturelle, les dattes jouent un rôle essentiel dans la tradition islamique, en particulier pendant le Ramadan.
Elles sont célébrées chaque année lors du festival local des dattes. Le festival annuel des dattes locales qui se tient à Souq Waqif offre aux agriculteurs locaux une plate-forme pour présenter leurs récoltes et leurs produits à base de dattes, contribuant ainsi à la promotion de l'agriculture locale. Elles sont couramment offertes comme symbole d'hospitalité lors des rassemblements traditionnels du Qatar, aux côtés du café arabe.
Il existe plusieurs variétés de dattes, parmi lesquelles les plus populaires au Qatar sont les khalas et les shaishi. La fabrication du sirop de dattes est l'une des plus anciennes industries du Qatar, remontant au moins au XVIIe siècle. Le sirop était obtenu en utilisant une presse à dattes traditionnelle appelée madabis ou madbasa. En raison de sa teneur élevée en calories et de sa densité nutritionnelle, il constituait une source d'énergie bon marché et rapide pour les habitants locaux, en particulier les pêcheurs de perles. La saison de récolte des dattes étant courte, la production de sirop de dattes permettait leur conservation et leur consommation prolongée. Ce sirop servait à la fois à des fins civiles et commerciales, étant commercialisé comme une marchandise et fournissant de la nourriture pendant les périodes de conflits et de troubles tribaux. Si la modernisation et les changements de mode de vie ont initialement entraîné une baisse de la consommation de sirop de dattes, les tendances récentes vers des alternatives soucieuses de la santé ont suscité un regain d'intérêt pour cet édulcorant traditionnel.

### Traditions culinaires du Ramadan
Avant le début du jeûne pendant le Ramadan, les Qataris se livrent à des rituels préparatoires et à des rassemblements communautaires, illustrés par l'observance de Sha'ban, le mois précédant le Ramadan, avec les festivités d'al naflah. Pendant al naflah, les familles partagent des repas traditionnels tels que le harees et le tharid - un repas combinant du pain émietté, de la viande et du bouillon - avec les voisins et les moins fortunés. Al Ghabqa est une fête qui a lieu la nuit pendant le Ramadan après les prières de l'iftar et du tarawih, traditionnellement partagées entre les membres de la famille immédiate. La fête comprend une variété de plats, notamment du poisson grillé et frit, du riz cuit avec de l'extrait de datte et du tharid. L'exploit comprend également un assortiment de friandises telles que le luqaimat et l'assida, ainsi que des dattes, du thé et du café arabe. Depuis le XXe siècle, la nourriture de rue, en particulier les kebabs de rue, est particulièrement populaire pendant le Ramadan.

## Les ingrédients de la gastronomie qatarie
La cuisine qatarie est principalement composée d'aliments de base comme la viande, le poisson et le riz, infusés d'une gamme variée d'épices, notamment le cumin, la coriandre, la cannelle et le safran, visant à rehausser les saveurs. De plus, l'incorporation d'ingrédients frais tels que des herbes, des légumes et des fruits, qu'ils soient d'origine locale ou importés, est une caractéristique omniprésente. Souvent, les Qataris rehaussent les plats traditionnels populaires en ajoutant des pains ou des épices supplémentaires.
Les ingrédients des plats traditionnels peuvent être achetés dans les souks locaux ou marchés tels que le Souq Waqif, qui comprend un souk aux épices.

### Mélanges d'épices qataris

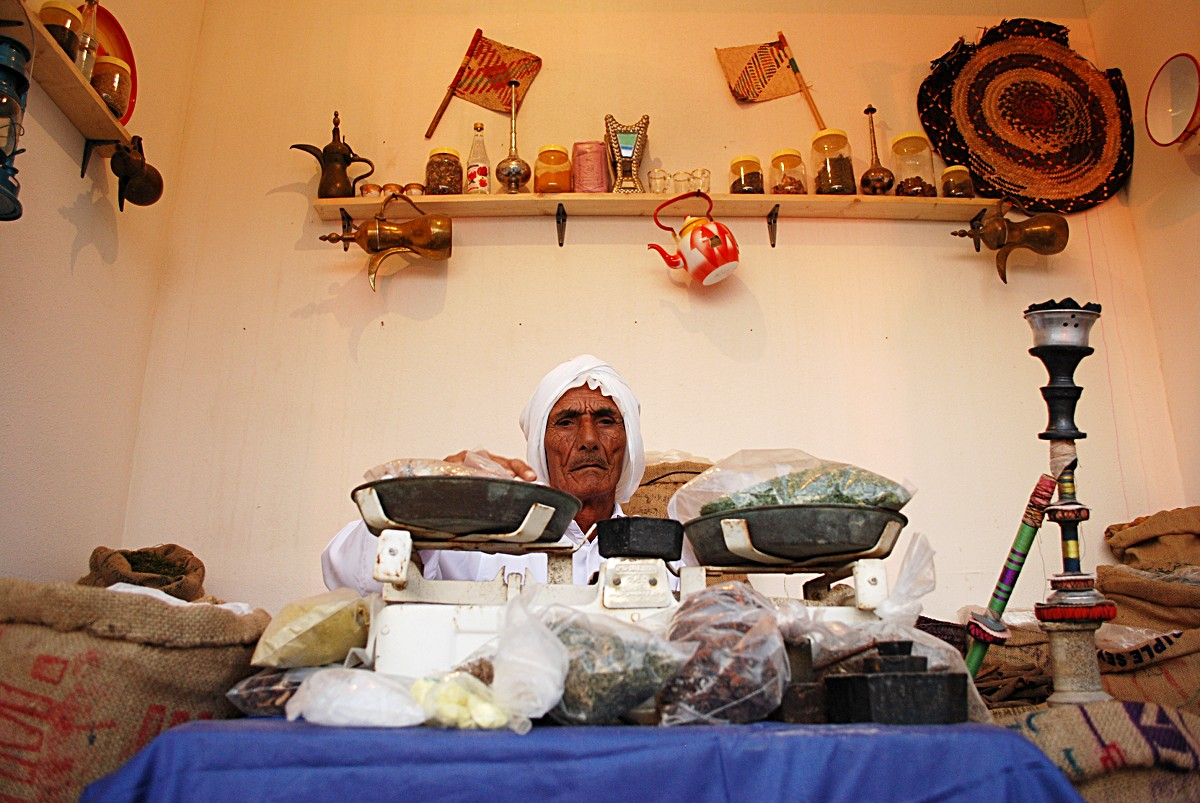
Un vendeur d'épices au Souq Waqif.

Les épices jouent un rôle important dans de nombreux plats de la cuisine arabe. Les cuisiniers veilleront à acheter les épices de la meilleure qualité et à éviter d'en acheter trop pour préserver leur fraîcheur.

#### Bizar
Bizar est une combinaison de poivre noir, de graines de coriandre, de bâtons de cannelle, de clou de girofle, de gingembre séché, de cardamome entière, de piment rouge séché et de bâtons de curcuma. Les épices sont d'abord lavées, puis séchées au soleil, après quoi elles sont moulues et mélangées.

#### Mélange Daqoos
Il s'agit d'un mélange de piment rouge qui comprend du blé grillé et concassé, des graines de cumin grillées et concassées, des graines de sésame grillées et concassées, des graines de coriandre, du piment rouge écrasé et séché, des gousses d'ail et enfin du sel.

#### Hisso
Ce mélange d'épices comprend du gingembre séché, des bâtons de cannelle, des graines de cardamome, du poivre noir entier, des bâtons de curcuma et des graines de cumin.

## Plats principaux

### Machbous qatari
Le machbous est le plat national du Qatar et se compose de riz, de viande, d'oignons et de tomates mélangés à des épices. On peut également y ajouter de l'ail, du gingembre, du persil et des piments forts. Ce plat est la variante locale du kabsa, . Il est similaire au biryani ou au pulao.

### Ghuzi
Le ghuzi est un agneau entier rôti servi sur du riz aux noix. Il est également appelé shuwaa.

### Madrouba

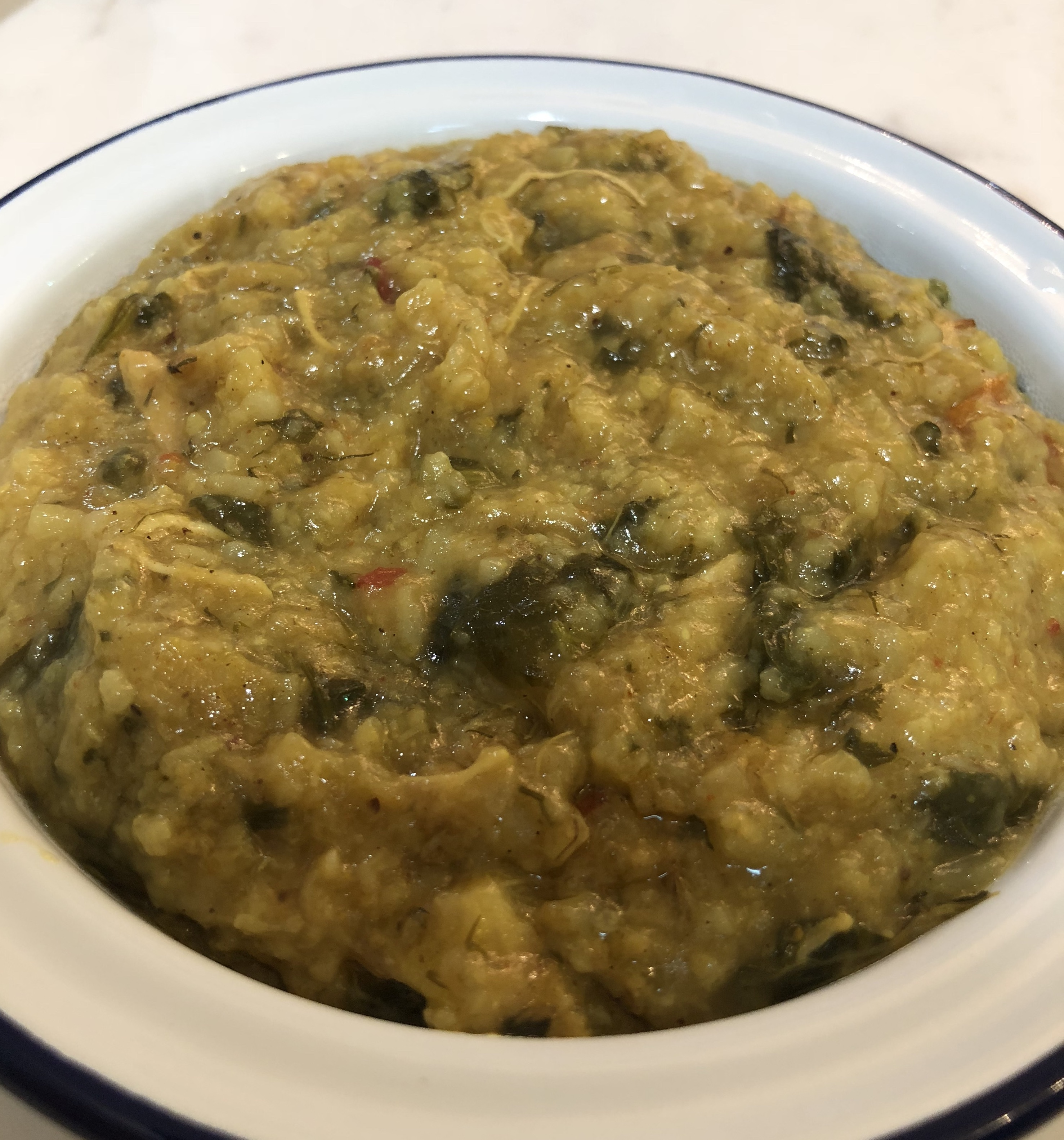
Plat de madroubba

Le madrouba est une bouillie qatarie épicée et réconfortante à base de poulet, de riz trop cuit et d'une multitude d'arômes tels que le curcuma, le cumin, la cardamome, le gingembre, les clous de girofle, la cannelle, l'ail et le poivre noir. Il est recommandé de servir le madrouba pendant qu'il est encore bien chaud, de préférence garni de zeste de citron vert frais.

### Harees
Le harîsa est un plat préparé à partir de graines de blé moulues et mélangées à de la graisse (ghi). Du sel et de l'eau sont ajoutés et il peut être préparé avec du poulet ou de la viande.

### Jareesh
Le jareesh est un plat de poulet haché composé de ghee, de blé et d'oignons, et garni d'oignons et de poivrons verts.

### Khobes rgag
Le khobes rgag est un pain plat fin composé de farine, d'eau et de sel, et est également utilisé dans d'autres plats comme le thareed.

### Thareed
Le Thareed est un mélange de khobes rgag et de bouillon, de légumes et de poulet ou de viande.

### Saloona
Le saloona est composé de n'importe quel bouillon avec la viande et les légumes de votre choix avec des épices.

## Desserts

### Luqaimat

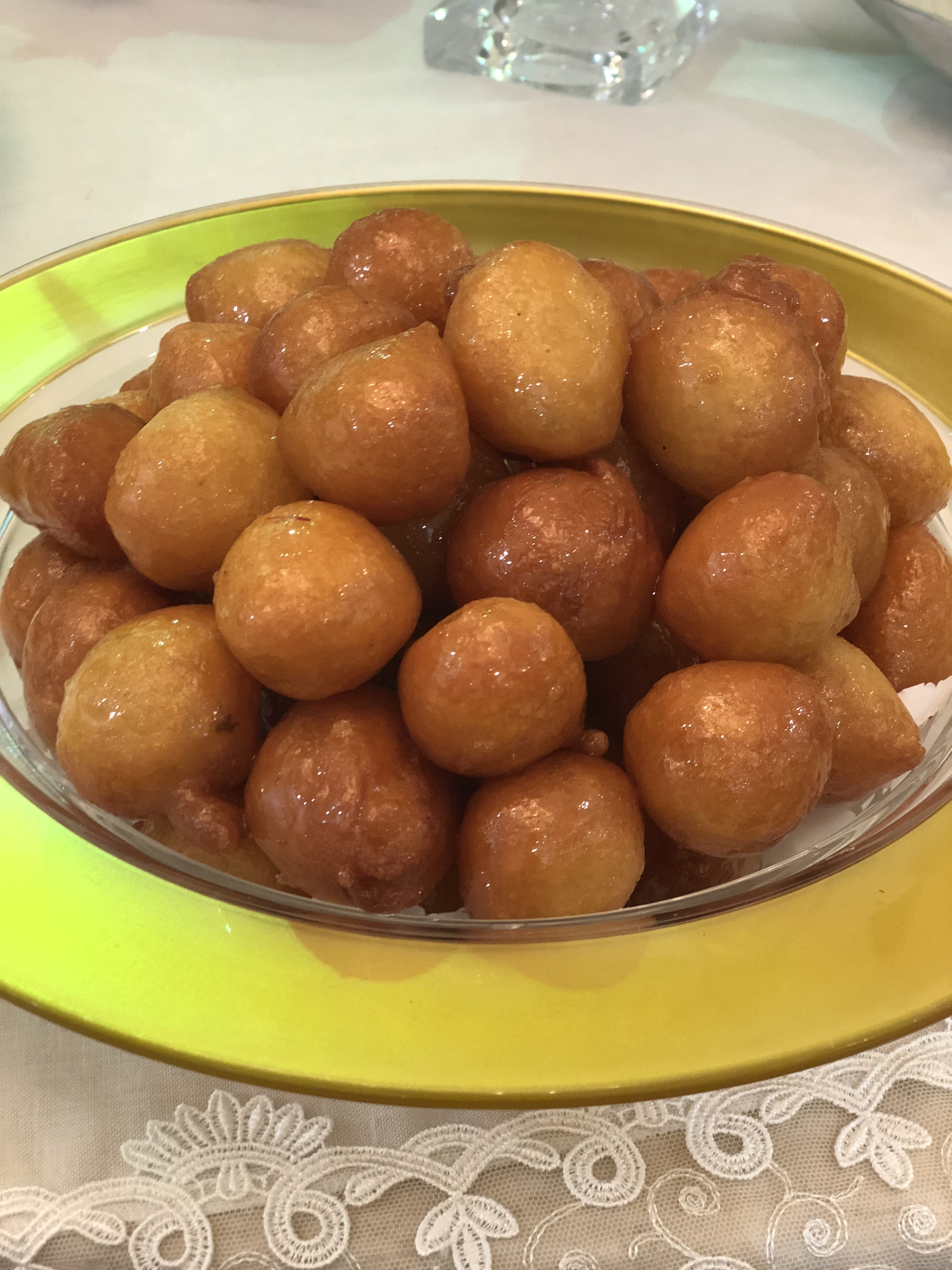
Plat de luqaimat

Le luqaimat est un dessert composé de boules de pâte levées et frites. Les ingrédients utilisés pour créer cette pâtisserie sucrée sont la farine, le lait, le beurre, le sucre, le safran et la cardamome. Après avoir été frits et prêts à être servis, du miel ou un sirop sucré est versé dessus.

### Khabees
Les khabees sont des dattes sans pépins trempées dans de l'eau, combinées à de la farine grillée et mélangées avec du sucre, de l'huile, du beurre, du safran, de la cardamome et de l'eau de rose.

### Assida
L'assida est un plat sucré à base de farine, d'huile et de sucre.

### Baleet
Les balaleet sont des nouilles cuites avec du sucre, de la cannelle, du safran et de la cardamome. Il y a souvent une omelette sur le dessus.

### Sago

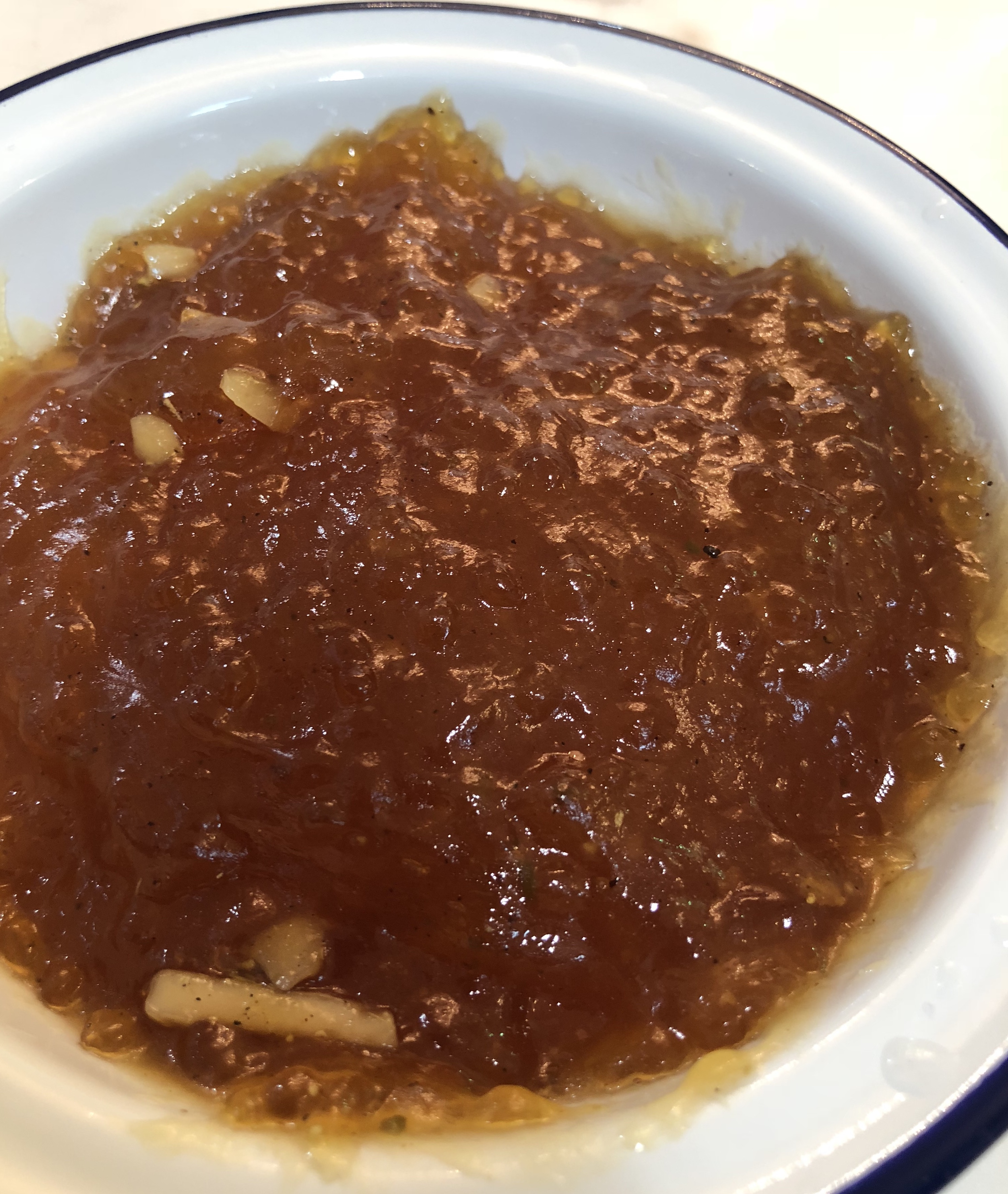
Plat de sago

Le sagou est un pudding sucré à la gélatine qatarien épicé au safran et à la cardamome. On le trouve également en Arabie saoudite et aux Émirats arabes unis.

### Umm ali
L'umm ali consiste en du pain et du riz au lait Bien que ce plat soit originaire d'Égypte, la version qatarie s'en écarte légèrement.

### Al-Qars Al-Uqaili
L'al-qars al-uqaili est un dessert populaire dans la cuisine qatarie. Connu pour sa texture délicate, il est fait à partir d'une pâte fine qui est cuite jusqu'à ce qu'elle atteigne une teinte brun doré. La pâte est ensuite coupée en morceaux circulaires.

## Boissons

### Le café arabe
Traditionnellement associé aux dattes, le café est profondément ancré dans la culture qatarie et reflète des siècles de tradition et de mondialisation. Originaire d'Éthiopie ou du Yémen et popularisé plus tard dans le monde arabe, le café arabe, ou gahwa, est l'une des boissons les plus populaires au Qatar. La préparation et la consommation du café arabe sont imprégnées de rituels, le processus de brassage et les coutumes de service se transmettant de génération en génération. Dans les foyers qatariens, la préparation du café arabe est considérée comme une affaire sérieuse, impliquant souvent l'utilisation de grains de café vert de haute qualité, de safran, de cardamome, de clous de girofle et d'autres ingrédients traditionnels. Ces ingrédients sont soigneusement sélectionnés et parfois moulus à la main, reflétant l'attention méticuleuse portée aux détails dans la préparation de la tasse de gahwa parfaite.
Dans la société qatarie moderne, la tradition du café arabe reste vivante, les majlises servant de centres contemporains de socialisation et de discussion, rappelant les cafés historiques. Bien que le café arabe traditionnel reste primordial dans la culture qatarie, les jeunes générations ont adopté une culture du café diversifiée, ce qui a conduit à la prolifération de cafés spécialisés à Doha. Ces établissements proposent une gamme de brassages et de mélanges innovants, répondant à un large éventail de goûts et de préférences.

### Karak
Le karak, également connu sous le nom de « thé au lait » ou « lait chai », est un mélange orange vif avec de la cardamome, du safran et du sucre. Composé de thé mijoté avec un mélange d'épices et de lait évaporé, le karak, bien qu'il soit populaire, n'est pas aussi répandu parmi les locaux que le gahwa (café arabe).